# Stegonotus nancuro
Stegonotus nancuro — вид змій родини полозових (Colubridae). Ендемік Тимору. Описаний у 2021 році.

## Поширення і екологія
Stegonotus nancuro відомі з типової місцевості, розташованої на узбережжі Нанкуро в муніципалітеті Манатуту у Східному Тиморі. Вони живуть у вологих рівнинних і заболочених тропічних лісах.